# دانيال خيمينيز (لاعب كرة قدم)
دانيال خيمينيز (بالإسبانية: Daniel Gonzalo Giménez)‏ (19 فبراير 1977 ببوينس آيرس في الأرجنتين - ) هو لاعب كرة قدم أرجنتيني في مركز الهجوم. لعب مع أتليتيكو رافائيلا وانيستتوتو وغودوي كروز ونادي خورخي ويلسترمان ونادي كوبريلوا وسان مارتين دي سان خوان.

## وصلات خارجية
- دانيال خيمينيز على موقع قاعدة بيانات كرة القدم.إي يو (الإنجليزية)
- دانيال خيمينيز على موقع Soccerway.com (الإنجليزية)